# جويل برونكر
جويل برونكر (بالإنجليزية: Joel Brunker)‏ مواليد 22 فبراير 1986 في نيوساوث ويلز، هو ملاكم محترف أسترالي يصنف ضمن فئة وزن الريشة. شارك في دورة الألعاب الأولمبية الصيفية سنة 2004.

## إحصائيات
خاض خلال مسيرته 30 نزالا، فاز في 28 ولم يتعادل وخسر في 2. فاز بالضربة القاضية في 16 نزالا.

## روابط خارجية
- جويل برونكر على موقع بوكس ريك (الإنجليزية) (registration required)
- جويل برونكر على موقع أوليمبيديا (الإنجليزية)
- جويل برونكر على موقع اللجنة الأولمبية الأسترالية (الإنجليزية)